# Indian Midland Railway
| Indian Midland Railway                  | Indian Midland Railway |
| --------------------------------------- | ---------------------- |
| Lokomotive Nr. 166 der IMR              |                        |
| Streckennetz der Indian Midland Railway |                        |
| Streckenlänge:                          | 1900: 1298 km          |
| Spurweite:                              | 1676 mm (Kolonialspur) |
|                                         |                        |

Die Indian Midland Railway (IMR) war eine staatliche Eisenbahngesellschaft in Indien.

## Geschichte
Die staatliche Gesellschaft wurde 1885 gegründet, um den Betrieb mehrerer bestehender Breitspurstrecken und den Bau und Betrieb weiterer Strecken mit Zentrum im Distrikt Jhansi zu übernehmen. Die Hauptstrecke führte von Bhopal über Jhansi nach Agra. Ab 1888 gab es eine Abzweigung bei Jhansi über Kalpi nach Cawnpore.
Die IMR hatte eine vergleichsweise kurze Existenz. Sie wurde 1900 mit der von der Regierung übernommenen Great Indian Peninsula Railway (GIPR) zusammengelegt.

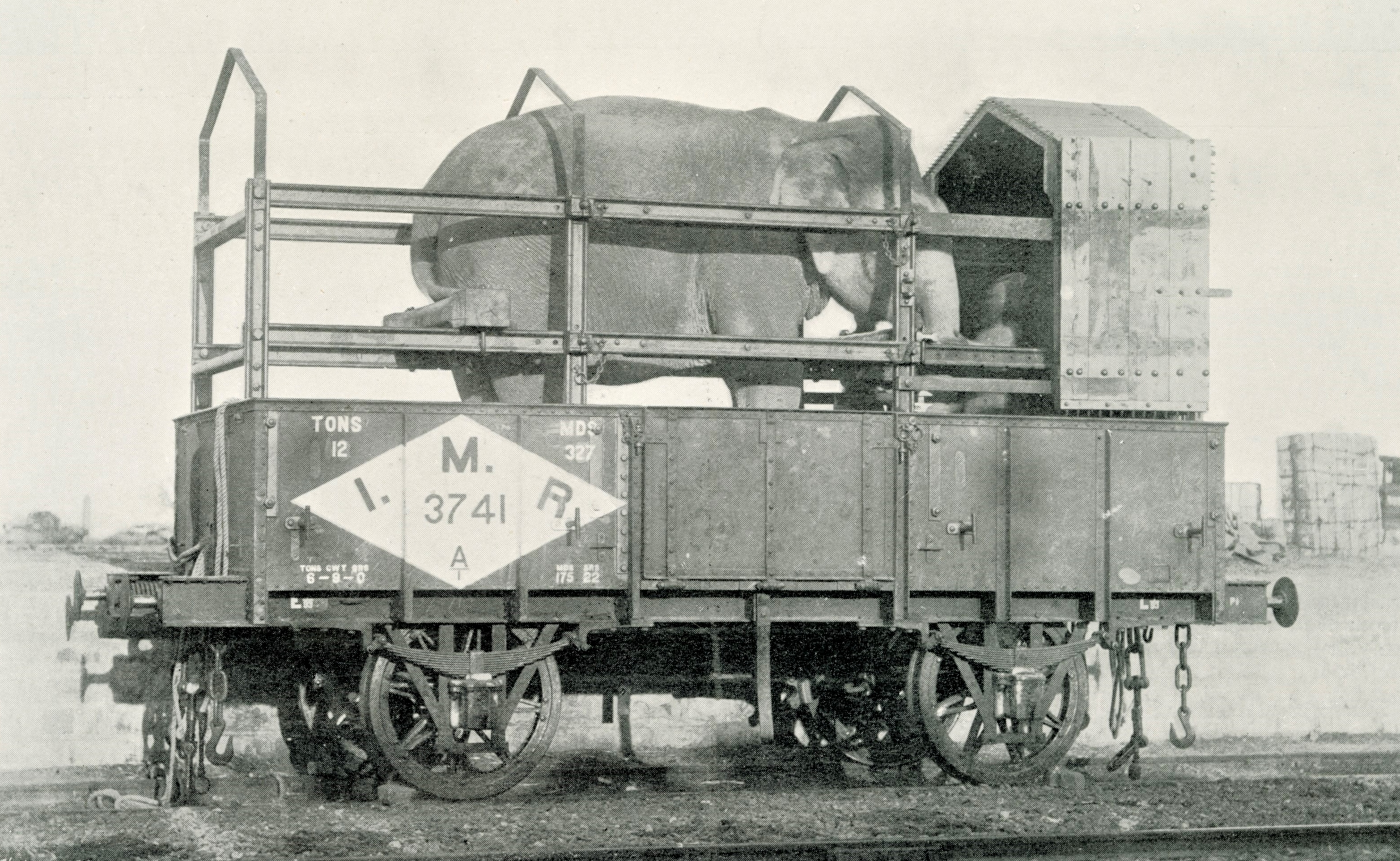
Elefantentransport bei der IMR, 1897

Am 31. Dezember 1897 besaß die Gesellschaft 125 Lokomotiven, 422 Personenwagen und 2135 Güterwagen.